# Amor lejano
Amor lejano (en chino, 遙遠的愛; pinyin, Yáoyuǎn de Ài), también titulada como Far Away Love en inglés y como Love of Far Away y Remote Love, es una película china de 1947 dirigida por Chen Liting. Realizada durante la era republicana, fue producida por el estudio estatal China Film N.º 2 y protagonizada por Zhao Dan, Qin Yi y Wu Yin, en los papeles principales. La película fue muy bien recibida y su estreno en Shanghái se considera un hito en la historia del cine chino de posguerra.
El guion de la película se atribuye oficialmente al director Chen Liting, pero según el propio Chen, en realidad fue escrito por el dramaturgo de izquierda Xia Yan, cuya autoría se ocultó por razones políticas.

## Argumento

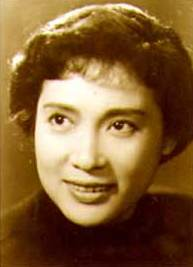
La actriz Qin Yi quien interpreta el papel de Yu Zhen

Después de que el profesor universitario Xiao Yuanxi (Zhao Dan) rompiera con su novia, encuentra a su sirvienta Yu Zhen (Qin Yi) una mujer atractiva, aunque sin pulir. Decide transformar a Yu en su mujer ideal. Él le enseña nociones de etiqueta y las costumbres modernas y, con su ayuda, Yu se convierte en una mujer moderna e independiente. Los dos se casan.
Después del Incidente del 28 de enero de 1932, Yu Zhen quiere ofrecerse como voluntaria para cuidar a los soldados y refugiados chinos heridos en la batalla contra los invasores japoneses, pero su esposo se lo impide. Más tarde, Yu da a luz a un hijo y Xiao espera tener una vida familiar ideal.
Después del estallido de la Batalla de Shanghái en 1937, Xiao huye de Shanghái hacia Hankou en el centro de China, mientras que Yu insiste en quedarse para ayudar a los refugiados de guerra. Yu finalmente evacua Shanghái, pero en el camino a Hankou su hijo muere durante un bombardeo japonés. Esta pérdida endurece aún más la mente de Yu Zhen y se une al ejército.
Cuando Yu finalmente llega a Hankou y se reúne con Xiao, la pareja se ha vuelto irreparablemente distante. Yu Zhen decide dejar Hankou para ir al frente, mientras que Xiao lamenta la transformación de su esposa y se vuelve contra la liberación de la mujer.
Mientras el ejército japonés avanza hacia Hankou, el profesor Xiao es escoltado hacia el interior. Se encuentra inesperadamente con Yu Zhen nuevamente, pero Yu ahora es una persona completamente diferente. Xiao observa cómo su esposa se dirige al distante frente de batalla.

## Autoría

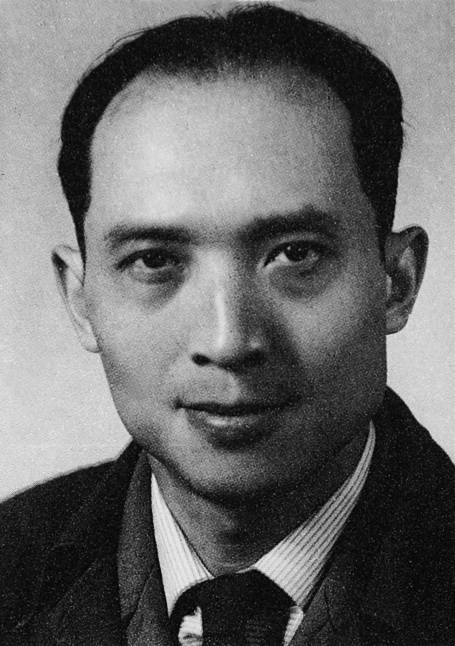
El director de la película, Chen Liting.

El guion de la película se atribuye oficialmente al director Chen Liting, pero según sus propias palabras, en realidad fue escrito por el dramaturgo de izquierda Xia Yan. Xia y Chen eran destacados dramaturgos que habían colaborado muchas veces. Como Xia se había unido al Partido Comunista en 1927, mientras que el China Film N.º 2 Studio era propiedad del gobierno del Kuomintang, enemigo de los comunistas, la autoría de Xia Yan tuvo que ocultarse. Sin embargo, en la propia autobiografía de Xia Yan, afirma que no escribió ningún guion entre 1937 y 1949.

## Producción
Amor lejano fue la primera de una serie de películas épicas de Chen Liting sobre la agitación social causada por la segunda guerra chino-japonesa. La producción contó con el apoyo del Ministerio de Defensa del gobierno nacionalista, que puso a disposición de Chen Liting soldados uniformados.
La película fue muy bien recibida. Su estreno en el famoso Teatro Huanghou de Shanghái el 18 de enero de 1947 fue considerado un hito en la historia del cine chino de posguerra. Después del estreno de la película, Chen hizo dos películas más, Rhapsody of Happiness (1947) y Women Side by Side (1949), antes de que los comunistas ganaran la guerra civil y proclamaran la fundación de la República Popular de China en 1949.
La biografía de Chen Liting, escrita por Xia Yu y publicada en 2008, se tituló Amor lejano en honor a la película. (ISBN 9787106029890).